# Герб Болгарії
Герб Болгарії являє собою темно-червоний щит, увінчаний короною, первинною частиною якої є корони болгарських правителів з Другої болгарської держави. На щиті зображений коронований золотий лев, що стоїть на задніх лапах. Щит тримають два золоті короновані леви. Під щитом розташовані гілки дуба і стрічка з девізом «Съединението прави силата» (Єдність дає силу).
Заведено вважати, що три леви означають три історичні землі Болгарії: Мезія, Фракія і Македонія.

## Опис
Нинішній герб Болгарії прийнятий народними зборами в 1997 році. Це дещо змінена версія герба, який використався в 1927-1946 рр. Цей герб, своєю чергою, ґрунтувався на особистому гербі болгарського царя Фердинанда I. Згідно з конституцією Болгарії, прийнятою в 1991 році
Герб республіки Болгарія зображає золотого лева на темно-червоному щиті.
Впродовж кількох років між політичними партіями не втихали спори про точний вид герба. Останнє рішення було затверджене в законі про державний герб Республіки Болгарія від 4 серпня 1997.
Герб Республіки Болгарія.

Ст.1 Герб Республіки Болгарія — державний символ, що виражає незалежність і суверенітет болгарського народу і держави.

Ст.2 1) Герб Республіки Болгарія — золотий коронований лев, що стоїть на задніх лапах, на темно-червоному полі у формі щита. Над щитом знаходиться велика корона — корона царя Другого Болгарського Царства з п'ятьма хрестами і іншим хрестом над короною.

Щит тримають два золоті короновані леви, які стоять на задніх лапах і дивляться на щит. Вони стоять на двох схрещених дубових гілках з плодами. Нижче за щит на білій з трибарвними краями стрічці написана «Єдність дає силу»

Ст.3 1) Герб Республіки Болгарія може бути зображений на державних печатках відповідно до закону про державні печатки. 2) Зображення герба Республіки Болгарія в інших місцях, також як і зображення елементів емблеми на значках, пам'ятних медалях і інше може бути дозволене тільки актом Ради Міністрів.

## Історія

Герб, надрукований в стематографії

Герб Народної Республіки Болгарія (1971—1990)

Найдавніше зображення лева, як символу Болгарії, сягає 1294 року, задокументоване в свиті лорда Маршала. У його першій частині під № 15 представлений «герб короля Болгарії». Найімовірніше, що це цар Смілетс або його ближчий попередник. На цьому гербі зображений срібний лев із золотою короною на темному щиті. Наприкінці XIV століття якийсь арабський мандрівник бачив в Тирново зображення трьох червоних левів, намальоване на круглому золотому щиті, який несла особиста гвардія царя Івана Шишмана. Цей запис зараз зберігається в Національній Бібліотеці Марокко.
У 1396 році болгарські землі були захоплені Османською імперією, але болгарська корона не була передана Османській династії. Болгарські геральдичні знаки цього часу, що збереглися в європейських і балканських зборах гербів, символізують незалежності держави. Поступово змінювалися і з'являлися нові версії герба, проте лев залишався найпоширенішим символом Болгарії і її правителів. У 1595 році три леви, що йдуть, заміненіили на одного червоного лева, що стояв на задніх лапах, на золотому коронованому щиті. На початку XVIII століття геральд Павло Рітер-Вітезович змінив колір герба: лев став золотим, а щит — темно-червоний.
Цей варіант прийняв знаменитий художник Христофор Жефарович в своїй Стематографії, що вийшла друком в 1741 році. Його версія сильно вплинула на болгарську інтелігенцію і революціонерів під час національного пробудження Болгарії, коли лев розглядався і широко використовувався як головний національний символ. Після здобуття Болгарією незалежності в ході Російський-турецької війни (1877—1878) герб Жефаровича був покладений в основу нового державного герба. Він описаний в Тирновськой конституції 1879 року так:
Ст.21 Державний герб Болгарії — золотий коронований лев на темно-червоному полі. Над полем — княжа корона.
Вигляд і деталі герба не були точно встановлені спеціальним законом. Тому, декілька десятиліть він приймав різні форми: мала форма; мала форма без гербодержавців і гасла, але з плащем; велика форма з плащем і прапорами; середня форма з гербодержавцями і гаслом. Ця заплутана ситуація була вирішена парламентською комісією, зібраною в 1923 році. Вона затвердила середню форму, що використалася як особистий герб царя Фердинанда I і його сина — Бориса III, але без династичних символів.
В 1944 році настав новий час для болгарської геральдики — комуністична ера. Традиційний герб був замінений емблемою. Золотий лев був збережений, але поміщений на не визначене історично овальне синє поле, оточене пшеничними колосами, перев'язаними стрічкою з датою утворення республіки; внизу шестерінка, а вгорі комуністична зірка. Ця емблема походить від герба СРСР. Після краху тоталітарного правління в 1989 році й кількох років суперечок, новий герб Республіки Болгарія був затверджений у 1997 році.